# Carlos Clavería Lizana
Carlos Clavería Lizana (* 25. März 1909 in Barcelona; † 16. Juni 1974 in Oviedo) war ein spanischer Romanist und Hispanist.

## Leben und Werk
Carlos Clavería studierte an der Universität Barcelona und 1930 an der Universität München (LMU) und war von 1931 bis 1937 Lektor für Spanisch an der Universität Marburg (ab 1933 auch an der Universität Frankfurt am Main), dann in gleicher Funktion an den Universitäten Uppsala (1940–1946) und Stockholm (1942–1946). 1945 wurde er in Madrid promoviert und lehrte von 1946 bis 1955 an der University of Pennsylvania (1953 Guggenheim-Stipendium). Er war Professor an der Universität Murcia (1950–1953), dann Leiter des Spanischen Instituts in München (heute: Instituto Cervantes), von 1963 bis 1969 auch in London. Von 1956 bis 1960 war er auch Gastprofessor an der LMU. Von 1960 bis 1961 lehrte er in Los Angeles. Von 1961 bis 1963 arbeitete er in der Real Academia Española am Projekt des Diccionario Histórico de la Lengua Española (heute: Diccionario Histórico del Español, wenig fortgeschritten). Ab 1963 war er Professor an der Universität Oviedo. Er war Mitglied der Real Academia Española (1972).
Carlos Clavería Lizana darf nicht verwechselt werden mit dem als “Carlos Clavería” bekannten Baskologen und Politiker Carlos Clavería Arza (1924–2009), oder mit dessen Sohn, dem Hispanisten und Buchwissenschaftler Carlos Clavería Laguarda (* 1963).

## Werke
- Cinco estudios de literatura española moderna, Salamanca 1945.
- Le Chevalier délibéré de Olivier de la Marche, y sus versiones españolas del siglo XVI, Zaragoza, Institución 'Fernando el Católico', 1950  (Dissertation Madrid 1945).
- Estudios sobre los gitanismos del español, Madrid, Consejo Superior de Investigaciones Científicas, 1951.
- Temas de Unamuno, Madrid, Gredos, 1953, 1970.
- Estudios hispano-suecos, Universidad de Granada, 1954.
- España en Europa. Aspectos de la difusión de la lengua y las letras españolas desde el siglo XVI, Madrid 1972, Instituto Cervantes, 2010.

Clavería übersetzte ins Spanische Bücher von Karl Vossler (4 Bücher), Helmut Anthony Hatzfeld, Karl Zeumer und Edgar Allison Peers.